# Llista de topònims de Tírvia
Llista de topònims (noms propis de lloc) del municipi de Tírvia, al Pallars Sobirà
Informació actualitzada per un bot. Els canvis manuals es perdran quan s'actualitzi!

## borda
| imatge | Nom                | Ubicat a | instància de | Detalls | coordenades                                                         | Protecció | Commons (més fotos) | Dades a WD                    |
| ------ | ------------------ | -------- | ------------ | ------- | ------------------------------------------------------------------- | --------- | ------------------- | ----------------------------- |
|        | Borda Forques      | Tírvia   | borda        |         | 42° 31′ 19″ N, 1° 14′ 46″ E / 42.521895276737°N,1.24600108273114°E  |           |                     | Modifica les dades a Wikidata |
|        | Borda Moixons      | Tírvia   | borda        |         | 42° 31′ 21″ N, 1° 14′ 22″ E / 42.5224977285586°N,1.23948313633056°E |           |                     | Modifica les dades a Wikidata |
|        | Borda Pubill       | Tírvia   | borda        |         | 42° 30′ 46″ N, 1° 14′ 07″ E / 42.5128157087398°N,1.2353120403441°E  |           |                     | Modifica les dades a Wikidata |
|        | Borda Tomàs        | Tírvia   | borda        |         | 42° 31′ 20″ N, 1° 14′ 27″ E / 42.5221664813248°N,1.24078291059545°E |           |                     | Modifica les dades a Wikidata |
|        | Cabana de Burgueto | Tírvia   | borda        |         | 42° 30′ 16″ N, 1° 13′ 26″ E / 42.5043260337461°N,1.22381825913046°E |           |                     | Modifica les dades a Wikidata |
|        | borda de Cota      | Tírvia   | borda        |         | 42° 31′ 07″ N, 1° 14′ 20″ E / 42.5185160591181°N,1.23881584000112°E |           |                     | Modifica les dades a Wikidata |
|        | borda de Jordi     | Tírvia   | borda        |         | 42° 30′ 59″ N, 1° 14′ 45″ E / 42.5163731842078°N,1.24588775797249°E |           |                     | Modifica les dades a Wikidata |
|        | borda de Pedascoll | Tírvia   | borda        |         | 42° 30′ 41″ N, 1° 14′ 25″ E / 42.5113355341403°N,1.24036862014198°E |           |                     | Modifica les dades a Wikidata |
|        | borda de Perutxo   | Tírvia   | borda        |         | 42° 30′ 48″ N, 1° 15′ 08″ E / 42.5134275103095°N,1.25231206720482°E |           |                     | Modifica les dades a Wikidata |
|        | borda de Salui     | Tírvia   | borda        |         | 42° 30′ 32″ N, 1° 13′ 39″ E / 42.5087779477825°N,1.22751408155468°E |           |                     | Modifica les dades a Wikidata |
|        | borda de Sant Joan | Tírvia   | borda        |         | 42° 30′ 37″ N, 1° 13′ 19″ E / 42.5103745128058°N,1.22186985670092°E |           |                     | Modifica les dades a Wikidata |
|        | borda de Sorri     | Tírvia   | borda        |         | 42° 30′ 58″ N, 1° 14′ 11″ E / 42.5162083510233°N,1.23632431088064°E |           |                     | Modifica les dades a Wikidata |
|        | borda de Teia      | Tírvia   | borda        |         | 42° 30′ 51″ N, 1° 14′ 15″ E / 42.5142161655665°N,1.23736633487794°E |           |                     | Modifica les dades a Wikidata |
|        | borda del Flac     | Tírvia   | borda        |         | 42° 31′ 26″ N, 1° 13′ 47″ E / 42.5239972522493°N,1.22984742729428°E |           |                     | Modifica les dades a Wikidata |
|        | borda del Meco     | Tírvia   | borda        |         | 42° 31′ 23″ N, 1° 14′ 45″ E / 42.5230107318904°N,1.24592117411969°E |           |                     | Modifica les dades a Wikidata |
|        | borda del Topet    | Tírvia   | borda        |         | 42° 31′ 25″ N, 1° 14′ 36″ E / 42.5236213710912°N,1.24345700342445°E |           |                     | Modifica les dades a Wikidata |

## curs d'aigua
| imatge | Nom                    | Ubicat a                                                  | instància de | Detalls | coordenades | Protecció | Commons (més fotos)    | Dades a WD                    |
| ------ | ---------------------- | --------------------------------------------------------- | ------------ | --- | --- | --------- | ---------------------- | ----------------------------- |
|        | Noguera de Cardós      | Lladorre Esterri de Cardós Vall de Cardós Tírvia Llavorsí | curs d'aigua | Travessa: Lladorre Esterri de Cardós Vall de Cardós Tírvia Llavorsí Desemboca: Noguera Pallaresa Llarg: 26.75km Conca: 250km² | 42° 29′ 43″ N, 1° 12′ 45″ E / 42.495356111111°N,1.2125019444444°E                                                      |           | Noguera de Cardós      | Modifica les dades a Wikidata |
|        | Noguera de Vallferrera | Alins Tírvia                                              | curs d'aigua | Desemboca: Noguera de Cardós Llarg: 29km Conca: 188km²                                                                        | 42° 31′ 17″ N, 1° 14′ 16″ E / 42.521388888889°N,1.2377777777778°E 42° 35′ 50″ N, 1° 25′ 40″ E / 42.597188°N,1.427905°E |           | Noguera de Vallferrera | Modifica les dades a Wikidata |

## entitat singular de població
| imatge | Nom     | Ubicat a | instància de                                   | Detalls | coordenades                                                         | Protecció | Commons (més fotos) | Dades a WD                    |
| ------ | ------- | -------- | ---------------------------------------------- | ------- | ------------------------------------------------------------------- | --------- | ------------------- | ----------------------------- |
|        | Terveu  | Tírvia   | entitat singular de població                   | 8 hab   | 42° 30′ 46″ N, 1° 13′ 49″ E / 42.51268889°N,1.23030833°E 882.8 msnm |           |                     | Modifica les dades a Wikidata |
|        | Tírvia  | Tírvia   | entitat singular de població capital municipal | 124 hab | 42° 30′ 55″ N, 1° 14′ 35″ E / 42.515186°N,1.24300134°E 990 msnm     |           |                     | Modifica les dades a Wikidata |
|        | la Bana | Tírvia   | entitat singular de població                   | 12 hab  | 42° 31′ 27″ N, 1° 13′ 39″ E / 42.52405°N,1.22743889°E 1040.4 msnm   |           |                     | Modifica les dades a Wikidata |

## església
| imatge | Nom                                | Ubicat a | instància de | Detalls                      | coordenades                                                     | Protecció                   | Commons (més fotos)                | Dades a WD                    |
| ------ | ---------------------------------- | -------- | ------------ | ---------------------------- | --------------------------------------------------------------- | --------------------------- | ---------------------------------- | ----------------------------- |
|        | Mare de Déu de la Pietat de Tírvia | Tírvia   | església     |                              | 42° 30′ 52″ N, 1° 14′ 42″ E / 42.514537°N,1.24512°E 971.8 msnm  | bé cultural d'interès local | Mare de Déu de la Pietat de Tírvia | Modifica les dades a Wikidata |
|        | Mare de Déu del Roser de Forques   | Tírvia   | església     | Estil: arquitectura romànica | 42° 31′ 18″ N, 1° 14′ 43″ E / 42.521569°N,1.245307°E 988.7 msnm | bé cultural d'interès local |                                    | Modifica les dades a Wikidata |
|        | Sant Feliu de Tírvia               | Tírvia   | església     | Estil: arquitectura romànica | 42° 30′ 54″ N, 1° 14′ 33″ E / 42.514985°N,1.242637°E 991.8 msnm | bé cultural d'interès local | Sant Feliu de Tírvia               | Modifica les dades a Wikidata |
|        | Sant Jaume d'Estaís                | Tírvia   | església     |                              | 42° 34′ 58″ N, 1° 00′ 55″ E / 42.5827°N,1.01541°E 1885 msnm     |                             |                                    | Modifica les dades a Wikidata |
|        | Sant Joan Nou de Tírvia            | Tírvia   | església     | Estil: arquitectura popular  | 42° 30′ 56″ N, 1° 14′ 43″ E / 42.515594°N,1.24531°E 995 msnm    | bé cultural d'interès local | Sant Joan de Tírvia                | Modifica les dades a Wikidata |
|        | Sant Joan vell de Tírvia           | Tírvia   | església     | Estat: enderrocat o destruït | 42° 30′ 55″ N, 1° 14′ 42″ E / 42.515332°N,1.244996°E            |                             |                                    | Modifica les dades a Wikidata |

## muntanya
| imatge | Nom                | Ubicat a                       | instància de | Detalls | coordenades                                                          | Protecció | Commons (més fotos) | Dades a WD                    |
| ------ | ------------------ | ------------------------------ | ------------ | ------- | -------------------------------------------------------------------- | --------- | ------------------- | ----------------------------- |
|        | Pic de l'Orri      | Llavorsí Tírvia                | muntanya     |         | 42° 31′ 07″ N, 1° 12′ 56″ E / 42.51852917°N,1.21557778°E 1436.3 msnm |           |                     | Modifica les dades a Wikidata |
|        | Roc de Sant Miquel | Vall de Cardós Tírvia          | muntanya     |         | 42° 31′ 42″ N, 1° 14′ 22″ E / 42.5283°N,1.23946°E 1302 msnm          |           |                     | Modifica les dades a Wikidata |
|        | Roc dels Malls     | Llavorsí Tírvia Vall de Cardós | muntanya     |         | 42° 31′ 30″ N, 1° 12′ 56″ E / 42.5251°N,1.21547°E 1615.4 msnm        |           |                     | Modifica les dades a Wikidata |
|        | Vallalta           | Llavorsí Tírvia                | muntanya     |         | 42° 30′ 33″ N, 1° 12′ 46″ E / 42.5091°N,1.21282°E 1422.2 msnm        |           |                     | Modifica les dades a Wikidata |
|        | el Galís           | Tírvia                         | muntanya     |         | 42° 30′ 44″ N, 1° 14′ 13″ E / 42.5123°N,1.23705°E 913.5 msnm         |           |                     | Modifica les dades a Wikidata |

## Misc
| imatge | Nom                         | Ubicat a | instància de      | Detalls                     | coordenades                                                         | Protecció                                            | Commons (més fotos)      | Dades a WD                    |
| ------ | --------------------------- | -------- | ----------------- | --------------------------- | ------------------------------------------------------------------- | ---------------------------------------------------- | ------------------------ | ----------------------------- |
|        | Cal Toio                    | Tírvia   | casa              | Estil: arquitectura popular | 42° 30′ 54″ N, 1° 14′ 36″ E / 42.514939°N,1.24346°E                 | bé cultural d'interès local                          |                          | Modifica les dades a Wikidata |
|        | Castell de Tírvia           | Tírvia   | castell           |                             | 42° 30′ 54″ N, 1° 14′ 34″ E / 42.515051°N,1.242793°E ca:Desaparegut | bé d'interès cultural bé cultural d'interès nacional |                          | Modifica les dades a Wikidata |
|        | Forn de calç de la Bana     | Tírvia   | forn de calç      | Estil: arquitectura popular |                                                                     | bé cultural d'interès local                          |                          | Modifica les dades a Wikidata |
|        | Forques                     | Tírvia   | antic assentament |                             | 42° 31′ 23″ N, 1° 14′ 45″ E / 42.52313056°N,1.24570833°E            |                                                      |                          | Modifica les dades a Wikidata |
|        | Pont de Torres              | Tírvia   | pont              | Estil: arquitectura popular |                                                                     | bé cultural d'interès local                          |                          | Modifica les dades a Wikidata |
|        | Porxos coberts de Tírvia    | Tírvia   | edifici           | Estil: arquitectura popular | 42° 30′ 54″ N, 1° 14′ 37″ E / 42.514964°N,1.243623°E                | bé cultural d'interès local                          | Porxos coberts de Tírvia | Modifica les dades a Wikidata |
|        | casa consistorial de Tírvia | Tírvia   | casa consistorial |                             | 42° 30′ 54″ N, 1° 14′ 35″ E / 42.5149617°N,1.2430883°E              |                                                      |                          | Modifica les dades a Wikidata |
|        | cova del Forn               | Tírvia   | cova              |                             | 42° 31′ 33″ N, 1° 14′ 24″ E / 42.5257832799814°N,1.23997525450076°E |                                                      |                          | Modifica les dades a Wikidata |